# 勒妮·科利亚尔
勒妮·科利亚尔（法語：Renée Colliard，1933年12月24日—），瑞士女子高山滑雪运动员。她曾代表瑞士参加1956年冬季奥林匹克运动会高山滑雪比赛，获得女子回转金牌。